# Jastrowo
Jastrowo (pol. hist. Jastrowie) – wieś w Polsce, położona w województwie wielkopolskim, w powiecie szamotulskim, w gminie Szamotuły.

## Podział
| SIMC    | Nazwa            | Rodzaj    |
| ------- | ---------------- | --------- |
| 0595789 | Jastrowo-Majątek | część wsi |

## Historia
Miejscowość pierwotnie była związana z Wielkopolską. Istnieje co najmniej od drugiej połowy XIV wieku i ma średniowieczną metrykę. Po raz pierwszy w źródłach historycznych wieś odnotowana została w łacińskim dokumencie z 1384 (wg zachowanej kopii z XV wieku) gdzie zapisano ją pod nazwą "Jastrowe", 1387 "Jastrowo", 1403 "Yastrowe", 1460 "Jastrowye", 1462 "Jastrow", 1475 "Iastrowyc", 1493 "Iastrowye", 1512 błędnie "Iaskowye".
okolice miejscowości były zasiedlone jednak już wcześniej niż odnotowały to zachowane zapisy historyczne. W wyniku archeologicznych badań odkryto grodzisko z fosą datowane szacunkowo na ok. VIII – połowa XI wieku, leżące 2500 m na zachód od Jastrowa, 700 m na zachów od Ostrolesia.
Wieś była własnością szlachecką należącą do wielkopolskiej szlachty z rodu Jastrowskich, którzy od nazwy wsi przyjęli odmiejscowe nazwisko, a później także do Świdwów Szamotulskich herbu Nałęcz, Górków herbu Łodzia i Rokossowskich. W 1445 miejscowość leżała w powiecie poznańskim województwa poznańskiego w Koronie Królestwa Polskiego. W 1508 odnotowana została w parafii św. Stanisława w Szamotułach.
Pierwszy zachowany zapis o wsi z 1384 odnotowuje Mikołaja z Jastrowa, syna Dobrogosta z Szamotuł, a kolejne z lat 1387-1388 jego żonę Małgorzatę córkę Beniamina z Uzarzewa. W 1387 pani Jastrowska wraz z mężem odpierała roszczenia Sędziwoja z Objezierza do 5 grzywien sumy głównej u Żyda Sabdaja z Poznania (łac. "apud Judeum Zabday"), zaś spór o szkody dotyczący tej sumy, a przekraczające 200 grzywien, miał być rozpoznany w Poznaniu "per dominos seniores". W 1388 Małgorzata pozwała synów Staszka z Gnuszyna o jakiś dokument. W 1388 Małgorzata Jastrowska odpierała roszczenia Dobiesława z Kwilcza do połowę dziedziny Góra koło miasta Sieraków.
W latach 1395-1396 odnotowany został Bieniak Jastrowski z Jastrowa i Góry koło Sierakowa, wnuk Dobrogosta z Szamotuł oraz syn Mikołaja z Jastrowia i Małgorzaty córki Bieniamina z Uzarzewa. W 1395 toczył proces z Żydem poznańskim Sabdajem o 12 grzywien oraz odsetki. Dwukrotnie nie stawił się przed sądem. W 1396 Bieniaka pozwała Mała z Golęczewa o zniszczenie młyna, co Bieniak potwierdzł wywodząc, że młyn był w jego dobrach.
Historyczne dokumenty odnotowały również zwykłych mieszkańców wsi. W 1391 wspomniany w dokumentach został kmieć] Wojciech z Jastrowa w procesie ze Staszkiem Rudnickim właścicielem części Rudnik koło Opalenicy dowodząc, że nie wstał od Staszka (tj. nie odszedł od niego). Pomiędzy świadkami odnotowano także innych kmieci jastrowskich Klawka, Wojciecha, a także karczmarza Mikołaja. W 1403 odnotowano kmiecia Staszka, w 1460 kmieci Michała Jagacica i Stanisława Żura.
W latach 1445-1450 właścicielem we wsi był kasztelan poznański Dobrogost Świdwa z Szamotuł, syn wojewody poznańskiego Sędziwoja Świdwy. W 1445 tenże sprzedał Luchnie z Łagiewnik wdowie po Mikołaju S... (nazwiska nie odczytano) oraz jej bliskim, tj. Dobrochnie ze Skoków [pow. gnieźn.], Dorocie zakonnicy w Owińskach i Annie de Lassko 8 grzywien półgroszy czynszu rocznego na wsi Jastrowo za 100 kóp szer. groszy z zastrzeżeniem prawa wykupu. W 1450 Dobrogost przeniósł ze swoich dóbr Chlewiska na swą dziedzinę Jastrowo 11 grzywien czynszu rocznego od sumy głównej 150 złotych węgierskich i 50 grzywien na rzecz wikariuszy katedry poznańskiej.
W latach 1460-1493 właścicielem we wsi był Jan Świdwa Starszy z Szamotuł, syn Jana oraz wnuk Dobrogosta. W 1460 wraz z bratem Janem Świdwą Młodszym dali dożywotnio swojej siostrze Beacie jej części dóbr ojczystych oraz macierzystych, na swoich połówkach miasta Szamotuły, wsi Gaj koło Szamotuł oraz na Jastrowie: 20 grzywien monety obiegowej czynszu rocznego, trzy małdraty żyta, dwie ćwiertnie grochu, jedną ćwiertnię prosa, dwa kamienie łoju, 20 wozów drzewa opałowego co kwartał, jednego rybaka do połowu w stawie szamotulskim. Odnotowano również jastrowskich kmieci m.in. Michała Jagacica i Stanisława Żura, którzy w imieniu pozostałych kmieci przyjęli ten czynsz i poddali się ewentualnym karom kościelnym. W 1469 Jan Świdwa Starszy pozwany został ze swej części miasta Szamotuły oraz połówek dziedzin, m.in. Jastrowa, przez Jana syna zmarłego Wincentego Sierakowskiego o 100 grzywien półgroszy, które zapisał Wincentemu. W 1493 połowę wsi Jastrowo uwolniono od czynszu jednej kopy groszy monety pospolitej od sumy głównej 15 grzywien szer. półgroszy na rzecz kaznodzieji w kolegiacie św. Marii Magdaleny w Poznaniu. Obowiązywał dalej czynsz w tej samej wysokości obciążający drugą połowę Jastrowa, własność Andrzeja z Szamotuł kasztelana kaliskiego. W 1493 całość lub częśc połowy Jastrowa należącej do połówek Jana Świdwy Starszego lub Andrzeja, została uwolniona od sumy głównej 116 złotych węgierskich oraz od czynszu rocznego z tej sumy na rzecz wikariuszy katedry poznańskiej.
W latach 1460-1462 właścicielem we wsi był także Jan Świdwa Młodszy z Szamotuł, brat Jana Świdwy Starszego. W 1462 zapisał na kmieciach jastrowskich 5 grzywien czynszu rocznego księdzu Benedyktowi altaryście w Grodzisku za 60 grzywien z zastrzeżeniem prawa wykupu.
W latach 1462-1510 właścicielem we wsi był wojewoda poznański Andrzej Szamotulski syn kasztelena poznańskiego Piotra z Szamotuł. W 1462 na jego rzecz, bracia ze Skoków w powiecie gnieźnieńskim, Grzegorz kanonik katedry poznańskiej oraz szlachcic Maciej Stawiański, ze Stawian w powiecie gnieźnieńskim, zapisali 100 kóp półgroszy z zastrzeżeniem prawa wykupu na całej ich wsi Jastrowo. W 1466 Andrzej Szamotulski za zgodą ojca Piotra zapisał na połowie swej wsi Jastrowo, Andrzejowi altaryście w Szamotułach 8,5 złotych węgierskich czynszu rocznego z zastrzeżeniem prawa wykupu za 102 złotych węgierskich na rzecz altarii św. Andrzeja, Macieja i Tomasza Apostołów, jaka miały powstać w kolegiacie w Szamotułach. W 1475 na jego prośbę papież potwierdził nadanie dziesięcin, m.in. z Jastrowca, dla wieczystej kapelanii przy ołtarzu św. Trójcy w kościele św. Stanisława w Szamotułach. W 1481 Andrzej Szamotulski pozwany został z połowy miasta Szamotuły wraz z przynależnościami, a w tym m.in. z połowy wsi Jastrowo, przez Marcina Będlewskiego z tytułu poręczenia przezeń za Piotra z Pniew prepozyta włocławskiego i Wincentego z Pniew. W 1496 Andrzej Szamotulski dał córce Katarzynie połowę miasta Szamotuły wraz z wsiami, a w tym m.in. z połowy Jastrowa, dopóki nie wypłaci jej przyszłemu mężowi 2000 grzywien posagu.
Miejscowość odnotowały także historyczne rejestry podatkowe dzięki, którym znamy stosunki własnościowe we wsi. W 1508 miał miejsce we wsi pobór z części wojewody Andrzeja Szamotulskiego od 6 łanów, 6 groszy z karczmy; z części Wincentego Świdwy: 8 łanów, 6 groszy z karczmy. W 1563 pobrano podatki z części wojewody kaliskiego Łukasza Górki od 10 łanów, karczmy dorocznej, dwóch komorników. Z części Jana Świdwy z Szamotuł podrano podatki od 11 łanów, jednego łana sołtysiego oraz od karczmy. W 1577 płatnikiem poboru był Mikołaj Łęcki z części należącej do Jana Świdwy [Szamotulskiego. W 1580 pobrano podatki z części Jana Świdwy Szamotulskiego od 10 łanów, jednego łana opuszczonego, dwóch łanów sołtysich oraz 12 groszy od karczmy z kawałkiem roli. Z części Jakuba Rokossowskiego męża Zofii Szamotulskiej pobrano podatek od 6 łanów, dwóch łanów opuszczonych, dwóch komorników zapłaciło po 8 i po 2 groszy.
W latach 1975–1998 wieś administracyjnie należała do województwa poznańskiego.

## Gospodarka
Najbardziej uprzemysłowiona wieś w powiecie. Na terenie Jastrowa znajdują się 3 firmy, zatrudniające blisko 600 osób.